# Intelligibilité de la parole
L'intelligibilité de la parole est une mesure du taux de transmission de la parole, utilisée pour évaluer les performances de systèmes de télécommunication, de sonorisation, de salles, ou encore de personnes (généralement des locuteurs ou bien des auditeurs présentant des pathologies).

## Historique
L’intelligibilité de la parole est une mesure apparue à la fin des années 1920 (Fletcher & Steinberg, 1929), avec le besoin pour les ingénieurs d’évaluer différents systèmes de transmission téléphonique.

## Types de mesures
Dans le domaine de l’acoustique, on distingue généralement trois types d’évaluation de l’intelligibilité de la parole (Houtgast & Steeneken, 2002) :
- les mesures subjectives, faisant appel à des locuteurs et des auditeurs ;
- les mesures prédictives, se basant sur des paramètres physiques (du canal de transmission, des salles, des interlocuteurs, etc.) ;
- les mesures objectives, effectuées à l’aide de signaux artificiels.

Les mesures subjectives se basent sur un protocole mettant en jeu un ou plusieurs locuteurs, et un ou plusieurs auditeurs. Les auditeurs sont soumis à différents stimuli verbaux (généralement des listes de mots ou de phrases), directement prononcés par les locuteurs ou bien pré-enregistrés. L’intelligibilité correspond alors au score obtenu par le jury (c'est-à-dire les auditeurs) dans les tâches qui suivent chaque stimulus, à savoir généralement la transcription de sons perçus ou la sélection d’unités – phonétiques ou lexicales – parmi plusieurs choix proposés. Le test aux syllabes de Fletcher & Steinberg, le test de time de Fairbanks, le test de rime modifiée et le test de rime à visée diagnostique sont des tests subjectifs d'intelligibilité de la parole.
Les mesures objectives et prédictives de l'intelligibilité de la parole permettent d'évaluer l'intelligibilité d'un système de télécommunication ou de sonorisation sans faire appel à des personnes jouant le rôle d'auditeurs. Les principales mesures objectives et prédictives sont l'indice d'articulation (A.I.), l'indice d'intelligibilité de la parole (S.I.I.) l'indice de transmission de la parole (S.T.I.) et le niveau d'interférence avec la parole (S.I.L.). Plus récemment, des mesures objectives de l'intelligibilité de la parole fondées sur l'utilisation de moteurs de reconnaissance automatique de la parole se développent, en particulier pour des applications liées à l'évaluation de performances de locuteurs (apprenants de langue étrangère présentant un accent,, locuteurs pathologiques,,) ou d'auditeurs malentendants.